# 埃普勒冰川
86°15′S 161°0′W / 86.250°S 161.000°W
埃普勒冰川是南極洲的冰川，位於阿蒙森海岸，全長19公里，流經毛德王后山脈的尼爾森高原，最終注入阿蒙森冰川，美國地質調查局根據測量和該國海軍的空中照片繪入地圖。